# 宣教開始50年記念会
宣教開始50年記念会（せんきょうかいし50ねんきねんかい）は、日本におけるプロテスタント宣教開始50年を祝って、1909年（明治42年）10月5日から10月10日に開催された記念大会。日本基督宣教開始五十年記念会ともいう。

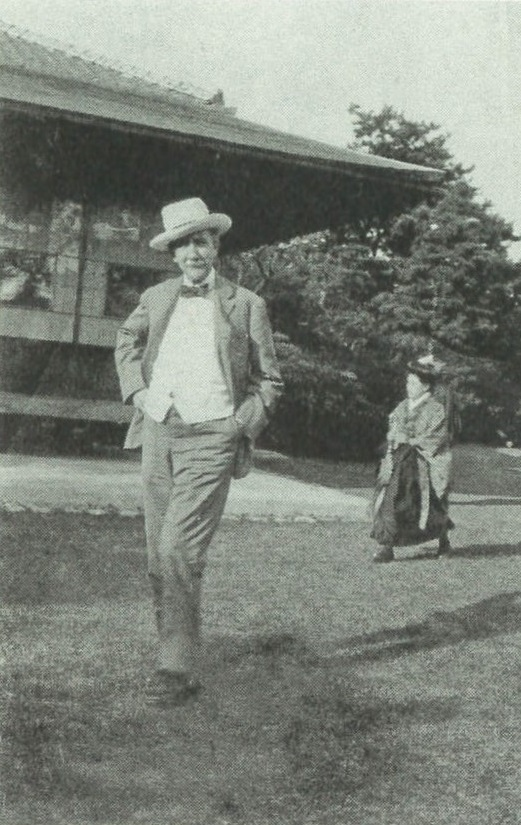
園遊会に出席するウィリアム・インブリー（1909年10月9日）

## 歴史
1859年5月に来日した聖公会ジョン・リギンズ、6月来日のチャニング・ウィリアムズから起算している。この年は続いて10月17日にジェームス・カーティス・ヘボン、また秋にはオランダ改革派教会からサミュエル・ブラウン、グイド・フルベッキが来日した。
これから50年後の1959年には日本プロテスタント宣教100周年を記念して、エキュメニカル派（リベラル派）が宣教百年記念運動を展開し、福音派（聖書信仰）は別に日本宣教百年記念聖書信仰運動を展開した。
100年後の2009年には日本プロテスタント宣教150周年を記念して、エキュメニカル派、福音派、聖霊派の三派の共同になる日本プロテスタント宣教150周年記念大会が開催された。

## 宣教開始五十年記念会執行順序

### 感謝会
- 開会演説・神学博士　ジー、エイチ、バラ宣教師。
- 感謝本多庸一監督
- 懐旧実験談村上俊吉
- 障害の除却・神学博士　ディビッド・タムソン
- 感話稲垣信

### 祝会
- 五十年の回顧・小崎弘道
- 五十年の回顧・神学博士 ウィリアム・インブリー

### 第一講演会
- 基督教教育の結果・エー、ビータルス
- 基督教教育の前途・神学博士　井深梶之助
- 教役者の養成 原田助
- 円満なる教役者の養成 深田直太郎
- 教役者の養成に就て・神学士　松本益吉
- 日本に於ける基督教教育の情態及結果　クレメント
- 神学校教育の理想・今井寿道
- 小規模の高等専門学校・エフ、エヌ、スコツト
- 基督教主義の大学・哲学博士　笹尾粂太郎
- 政府認可の基督教学校と宗教・シー、エイチ、ビー、ウード

### 第二講演会
- 基督教文学・柏井園
- 基督教文学に関する吾人の問題及び計画・神学博士　エス、エル、ギユリツク
- 基督教文学・神学博士　鵜崎庚午郎
- 聖書改訳意見・ジー、ブレスウエート
- 基督教文学・加藤直士
- 所感・別所梅之助
- 基督教文学の必要及其供給の方法・フランク、ムラー
- 基督教文学に就て・竹崎八十雄
- 基督教文学に付て・田村直臣

### 第三講演会
- 日本の倫理宗教思想及国民生活に及ぼせる基督教の感化・海老名弾正
- 日本の倫理宗教思想及国民生活に及ぼせる基督教の感化・農学博士法学博士　新渡戸稲造
- 日本の教育並に文明に及ぼしたる宣教師の功績・理学博士　藤沢利喜太郎

### 第四講演会
- 婦人伝道学校・イー、タルカツト嬢
- 婦人伝道者に就て・バンペテン夫人
- 教会に於ける婦人会・本多貞子(本多庸一夫人)
- 婦人伝道者の地位と其事業・ハーグレーブ嬢
- 女学校生徒の日曜学校事業・デフオレスト嬢
- 未信者に対する伝道事業・稲垣末子
- 未信者に対する伝道事業・ピアソン夫人
- ミツシヨン女学校・エヌ、ゲーンス嬢
- ミツシヨン女学校・エス、エー、ソール嬢
- ミツシヨン女学校に就て・エー、ジー、ルイス嬢
- 開教五十年以来宗教事業としての幼稚園及び小学校の略史・和久山キソ子
- 普通女学校の学生間に於ける伝道事業・フイリツプス嬢
- 基督教文学・ジー、ボーカス嬢

### 五講演会
- 社会改良（イ）矯風会、救済、工場事業・小崎千代子(小崎弘道夫人)
- 社会政良（ロ）病院、孤児院、小児預所・林歌子
- 矯風事業に就て・ストラウト嬢

### 第六講演会
- 基督教と社会的観念・哲学博士　元田作之進
- 基督教と社会改良・監督　エム、シー、ハリス
- 基督教と社会改良・山室軍平
- 基督教と禁酒・安藤太郎

### 第七講演会
- 牧会事業・神学博士平岩愃保
- 牧会事業・多田素
- 牧会事業・植村正久
- 礼拝に就て・河合堯三
- 礼拝・アル、イ、マカルピン
- 説教に就て・稲沼鋳代太
- 説教に就て・ギデオン・ドレーパー
- 個人伝道・石黒猛次郎
- 個人伝道・デー、ノルマン
- 日曜学校事業・鵜飼猛
- 日曜学校に付て・神学博士　デ、エ、モリ
- 財政の独立・エス、イー、ヘーガー

### 第八講演会
- 伝道事業・星野光多
- 市内伝道・河合禎三
- 地方伝道・神学博士小方仙之助
- 田舎伝道・神学博士　エー、デー、ヘール
- 集中伝道・波多野伝四郎
- 大挙伝道・貴山幸次郎
- 青年伝道・山本邦之助
- 内海島嶼に於ける伝道事業・エフ、シー、ブリツグス
- 九州に於ける伝道開始と讃美歌に就て・瀬川浅

### 第九講演会
- 基督教と慈善事業・留岡幸助
- 民権及信教自由に於ける基督教の影響・神学博士　デフオレスト
- 民権及信教自由に於ける基督教の影響・島田三郎

### 第十講演会
- 過去及将来に於ける宣教師の事業・山本秀煌
- 将来に於ける宣教師の事業・ジエー、ジー、ダンロツブ
- 過去及将来に於ける宣教師の事業・綱島佳吉
- 過去及将来に於ける宣教師の事業・監督　本多庸一
- 過去及将来に於ける宣教師の事業・テー、エイチ、ヘーデン
- 日本に於ける宣教師事業の将来・神学博士　ジエー、デー、デビス
- 過去及将来に於ける宣教師の事業・植村正久

### 礼拝説教
- 人を漁る者及び其漁り方・宮川経輝

## 決議文
12からなる決議文を採択。

### 決議文その一
本大会は日本における「プロテスタント」キリスト教宣教開始第五十年を祝するに当たりまず我等の主イエス・キリストの父なる全能の神に対し既往に於いて日本国民が享有したる恩を感謝す、就中　天皇陛下の大御心に由り憲法を欽定せられ以って貴重なる信教の自由を保障せられたるに対して特に神の聖名を頌讃す。
過去五十年間に於いて欧米の諸キリスト教会は主イエス・キリストの大命を奉じ且つ其の模範に倣いて永生の福音を日本に宣教したり此事業に対して本大会は深厚なる謝意を表すると同時に今後日本の諸キリスト教会が確実に建立せられるるまで尚其の愛の勤労を継続せし切望す且つ斯く豊かに日本の為めに貢献したる諸教会に神の恩寵の益々豊かに加わらんを祈る。
神の大智に由りて古より世界に於て特殊の重任を負わんが為めに召されたる国民あり思うに日本国民も亦た此の如き召を蒙りたるは年を逐うて明白なり是故に本大会は日本国民が其蒙りたる召と選びとを堅くし且日本の諸キリスト教会が此時代に在りて光の如く世に顕われんを祈り且つ欧米の諸教会も亦た常に我等と共に之が為に祈らんことを切望す。

### 決議文そのニ
本大会は欧米に於ける諸教会の伝道会社及び伝道局が送りたる兄弟の懇切なる祝詞に対して誠実なる謝意を表す 又既往多年の間彼等が日本の為に○したる其同情に対して深厚なる謝意を表すると同時に彼らが常に聖霊の指導に由りて其の重任を全うせんを祈る。